# Formigueret de Todd
El formigueret de Todd (Herpsilochmus stictocephalus) és una espècie d'ocell de la família dels tamnofílids (Thamnophilidae).

## Hàbitat i distribució
Habita els boscos de les terres baixes fins als 300 m a l'est de Veneçuela i Guaiana.